# Staurophora invittata
Staurophora invittata är en fjärilsart som beskrevs av Schultz 1901. Staurophora invittata ingår i släktet Staurophora och familjen nattflyn. Inga underarter finns listade i Catalogue of Life.